# قانون مهاجرت ۱۹۲۴

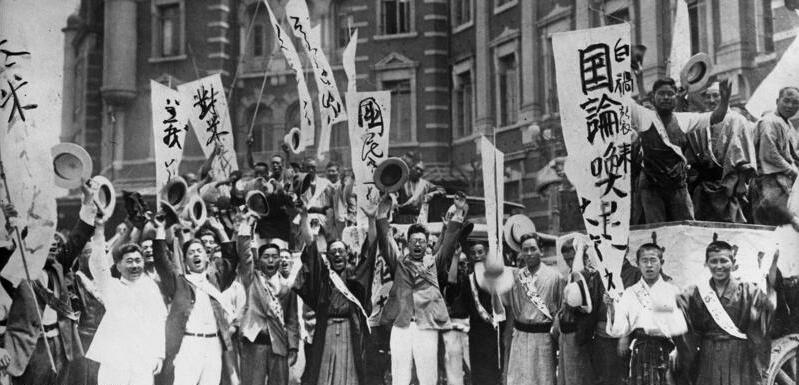
تظاهرات معترضان به قانون مهاجرت به آمریکا در اوت ۱۹۲۴ در مقابل سفارت آمریکا در ژاپن

قانون مهاجرت ۱۹۲۴, (به انگلیسی: Immigration Act of 1924) لایحه جانسن-رید، مشتمل بر لایحه ممانعت ورود آسیایی‌ها و لایحه منشاهای ملی (Pub.L. 68-139, 43 Stat. 153, مصوب مه 26, 1924), از قوانین فدرال ایالات متحده آمریکا بود که از مهاجرت از آسیا جلوگیری می‌کرد و بر تعداد مهاجران از نیمکره شرقی سهمیه وضع می‌کرد و برای پیاده‌سازی ممنوعیت طولانی مدت دیگر مهاجران بودجه و سازوکار اجرا فراهم می‌کرد.